# 不列顛鬥牛犬左輪手槍
不列顛鬥牛犬（英語：British Bull Dog）是一款由英国伯明翰槍械製造商韋伯利&斯科特公司於1872年推出，然後由歐洲大陸和美國的槍械製造商所彷製而流行的實心袖珍左輪手槍。它裝有2.5英寸（64毫米）的槍管，可發射.442韋伯利與.450亞當斯口徑手枪子彈，並裝有五發弹巢。其後，韋伯利亦生產了尺寸較小的.320左輪手槍和.380口徑版本，但並未在它倆以上標上“不列顛鬥牛犬”的名號。

## 歷史
儘管英國鬥牛犬左輪手槍的設計早在1868年就開始，但直到1878年，亨利·韋伯利（Henry Webley）才註冊了該槍的商標。從那時起到現在，該術語的含義轉變為任何裝有可擺出的退殼桿和短握把的短管雙動左輪手槍。
原本只是打算放在大衣口袋當中攜帶，但直到今天許多該類槍械仍保持良好狀態，而實際使用卻很少。該設計起源於1868年的Webley皇家爱尔兰警队（RIC）型號左輪手槍，並且直到1917年才生產。
其中一款由韋伯利（Webley）所製造，但卻由駐在貝爾法斯特的槍械生產者約瑟夫·布拉德爾（Joseph Braddell）所完成的版本，被稱為阿爾斯特鬥牛犬（Ulster Bull Dog），裝有比標準槍型所用的更為延長的握把底把，使得該左輪手槍更易於控制和射擊。
該鬥牛犬左輪手槍在英國和美國都很受歡迎。據說美国陆军所屬的乔治·阿姆斯特朗·卡斯特將軍在小大角战役當中攜帶了一對該手槍。直到1895年以前，南太平洋鐵路公司都會將不列顛鬥牛犬左輪手槍發配給僱員使用。

## 仿製型
19世紀後期，在貝爾法斯特、比利時、德國、西班牙、巴基斯坦、法國和美國等地都生產了該設計的大量（經授權和未授權的）仿製型和衍生型。美國仿製品是由正手&沃茲沃思、艾弗·約翰遜和哈靈頓&理查森公司所生產。比利時和美國版本（通稱：邊境鬥牛犬）可發射.44 S&W美洲或.442韋伯利兩種彈藥。.44鬥牛犬是一種較短而且火力較微弱的彈藥，但亦可從.442韋伯利口徑左輪手槍擊發，因而成為在美國流行的彈藥。1973年，憲章武器公司推出了其鬥牛犬左輪手槍。它是專為隱蔽攜帶或用作佩槍而設計的五發式短槍管左輪手槍。儘管它是為了紀念原始名稱而冠上其名的，但卻未共享相關設計。

## 暗殺加菲尔德
1881年7月2日，查爾斯·J·古提奧使用一把.442韋伯利口徑的不列顛鬥牛犬左輪手槍，在華盛頓特區巴爾的摩及波多馬克鐵路站暗殺了時任美国总统詹姆斯·加菲尔德。古提奧是一位心懷不滿的律師，他對加菲尔德並無任命他為聯邦職位感到憤怒。據報導，由於古提奧相信當該用於犯罪的手槍陳列在博物館當中時會讓它看起來更好，因此他一開始想要一把裝有象牙握把而非木製握把的不列顛鬥牛犬左輪手槍，但由於象牙握把型號的價格差距，他只能放棄多花1美元就能購入的型號。儘管他付不起購入理想型號的額外錢，他卻從商店老闆得到了降價優惠。他總共花了10美元購入了該左輪手槍、一盒子彈和一柄小刀，在度過第二天以前，熟悉該左輪手槍的操作，並在波托马克河練習射擊時用以向沿著河岸的樹木發射了10發。大約一周後，他在華盛頓特區的第六街火車站以該左輪手槍槍擊加菲尔德。古提奧受審以後，該左輪手槍被放置在史密森尼学会當中，但不久以後就消失了。

## 圖集

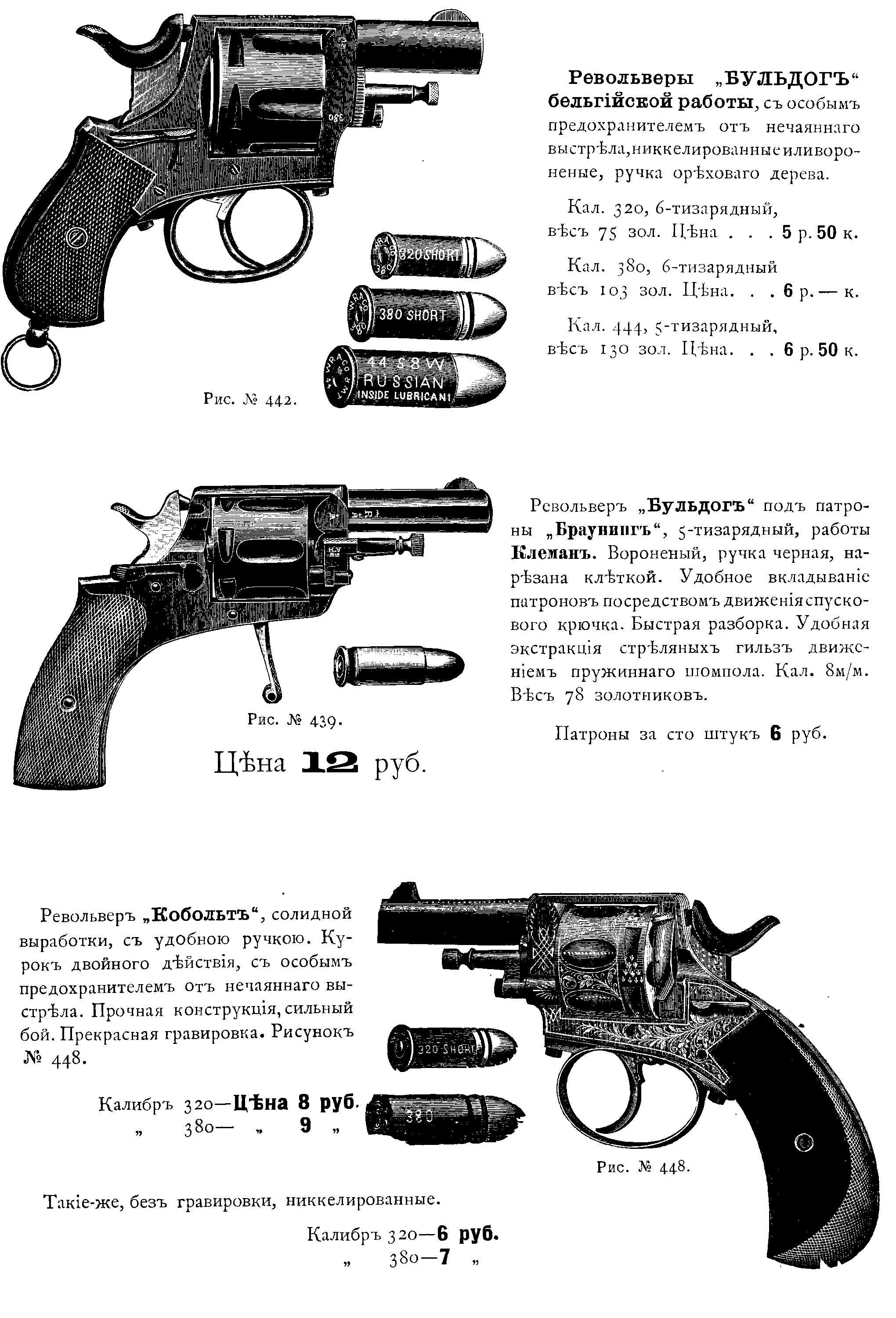
1880年代後期，比利時仿製的不列顛鬥牛犬。
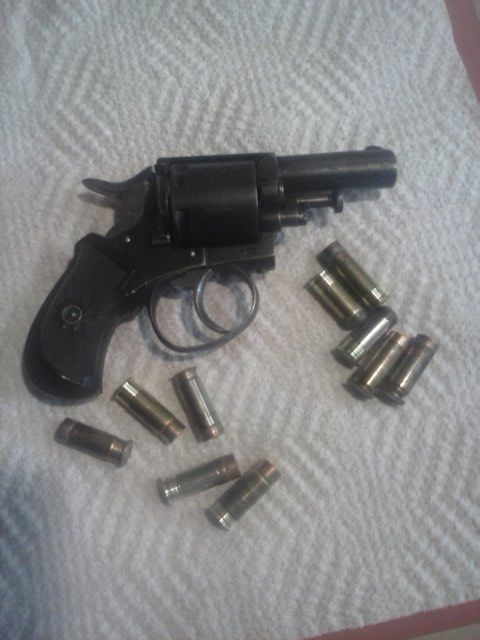
比利時生產、槍齡達到140年的.44口徑鬥牛犬左輪手槍，與全新製造的彈藥。
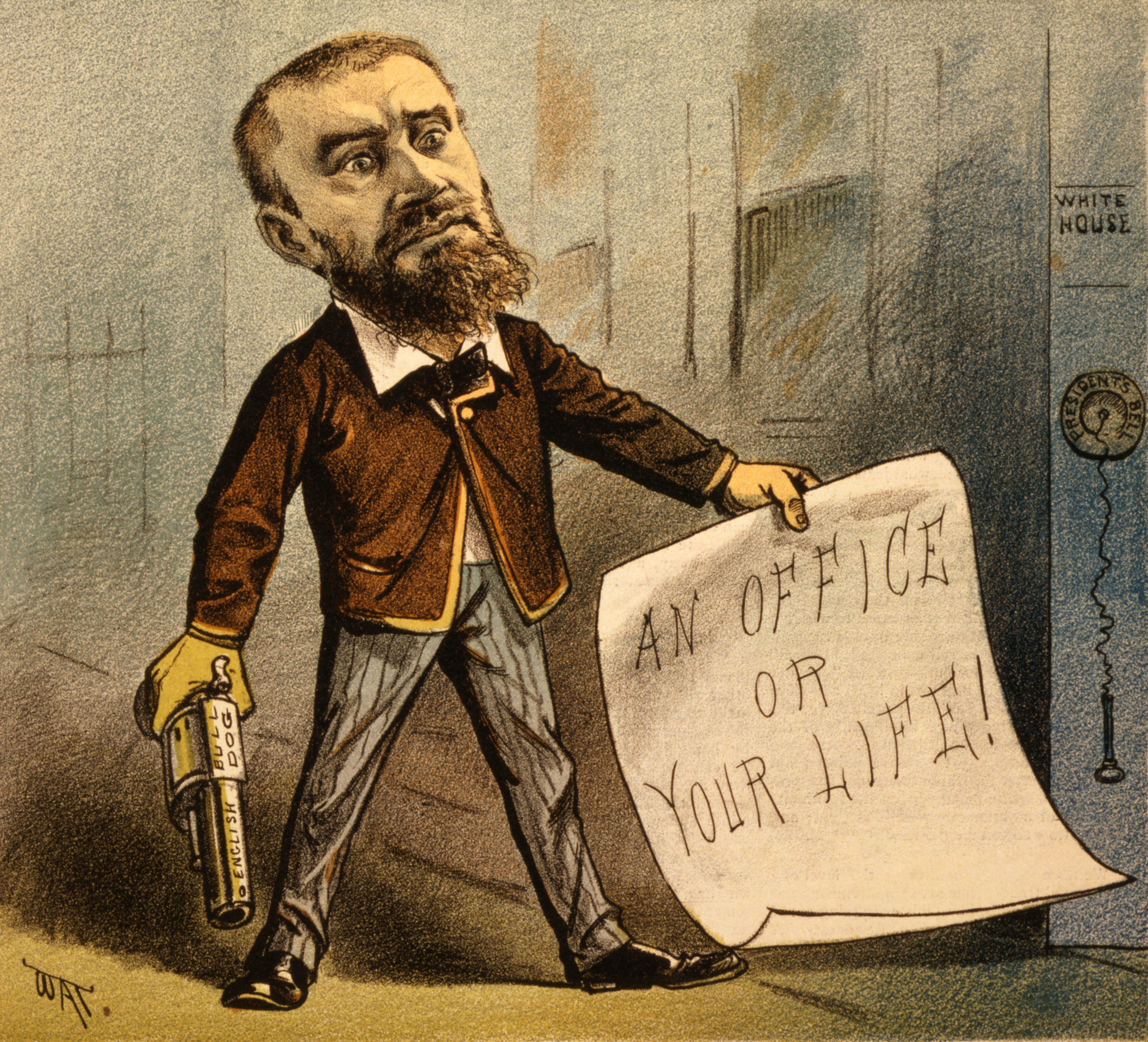
1881年刺殺總統的查爾斯·古提奧拿著鬥牛犬左輪手槍的卡通片。
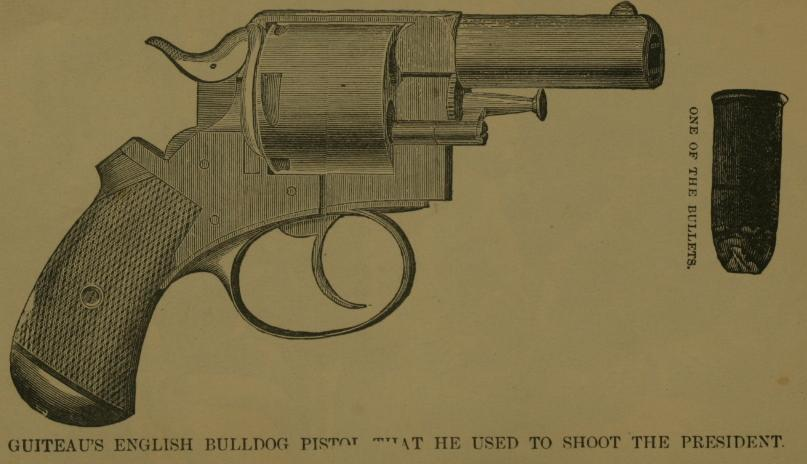
1881年，對古提奧鬥牛犬左輪手槍的素描。
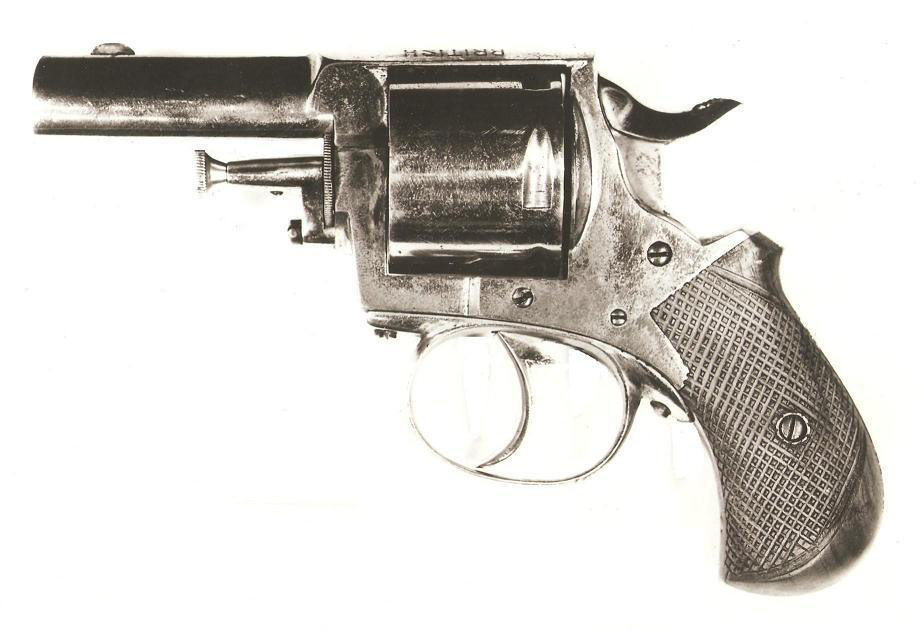
史密森尼（Smithsonian）所攝的、1881年查爾斯·古提奧用以刺殺詹姆斯·加菲尔德總統的不列顛鬥牛犬左輪手槍的照片。

## 流行文化
不列顛鬥牛犬是阿瑟·柯南·道尔所著的偵探小說當中曾被主角歇洛克·福尔摩斯所使用的武器之一，這這證明了這款武器的普及性，並且進一步促進了其宣傳。

## 資料來源
1. ↑  Dowell, p. 68.
2. 1 2 3  Bruce, Gordon. . Dan Shideler  (编). . Iola, Wisconsin: Gun Digest Books. 2011: 68  [2020-05-13]. ISBN 1-4402-3157-5. （原始内容存档于2014-07-27）.
3. ↑  Ficken, Homer R. .   [2011-03-28]. （原始内容存档于2012-02-23）. |url-status=和|dead-url=只需其一 (帮助)
4. ↑  Kinard, Jeff. . ABC-CLIO. 2004: 141. ISBN 978-1-85109-470-7.
5. 1 2  Hogg, Ian V.; Walter, John. . David & Charles. 2004: 128–129  [2020-05-13]. ISBN 0-87349-460-1. （原始内容存档于2014-07-19）.
6. ↑  Heier, Vincent A. . Arcadia Publishing. 2009: 103  [2020-05-13]. ISBN 978-0-7385-7007-5. （原始内容存档于2014-07-15）.
7. ↑  Kekkonen, P.T. . Gunwriters.   [2006-08-03]. （原始内容存档于2020-01-27）.
8. 1 2 3 4  Elman, p. 166.
9. ↑  Elman, p. 171.

## 外部連結
- （英文）—Not-So-British Bulldog – tinker talks guns
- （英文）—Webley Bull Dog Five-Shot Pocket Revolver（页面存档备份，存于）